# Enric d'Aragó-Cardona-Córdoba i Enríquez de Cabrera
Enric d'Aragó-Cardona-Córdoba i Enríquez de Cabrera (?, 12 d'agost de 1588 - Perpinyà, 22 de juliol de 1640), fou comte d'Empúries, duc de Sogorb i de Cardona, comte de Prades, marquès de Comares, Senyor de la Baronia d'Entença (1608- 1640) i Virrei de Catalunya (1630-1632), (1633-1638) i 1640 interinament i forçosa després de l'assassinat de l'anterior virrei.

## Família
Fill del Lluís Folc I de Cardona-Aragó Fernández i Ana Enríquez de Cabrera Mendoza. A causa de la mort prematura del seu pare, va succeir a la seva àvia Joana III de Cardona. Es va casar per primer cop amb Juana de Rojas Enríquez (?-1605) però no van tenir fills. Les segones núpcies foren amb Catalina Fernández de Córdoba-Figueroa y Enríquez de Ribera (?- 11 d'agost de 1646) amb la qual va tenir quatre fills:
- Lluís d'Aragó Folc de Cardona i Fernández de Córdoba-Figueroa, hereu. En morir el 1670, es va nomenar el seu fill Joaquim d'Aragó Folc de Cardona i Benavides. Però aquest també va morir el mateix any, solter i sense fills.
- Pere Antoni d'Aragó Folc de Cardona i Fernández de Córdoba-Figueroa, que succeiria al seu nebot, Joaquim I.
- Antoni, cardenal.
- Pasqual, arquebisbe de Toledo i cardenal.

## Revolta de la serra d'Espadà
Davant l'expulsió dels moriscos, un nombrós grup es va revoltar a la serra d'Espadà però davant la poca efectivitat del duc de Sogorb, propietari de les terres fou enviat Agustín Mexía des de Xàtiva, que s'encarregava de reduir als revoltats de la Mola de Cortes. Els revoltats foren finalment reduïts per inanició.

## Reialista convençut
Enric d'Aragó ja s'havia destacat com un ferm partidari dels interessos reials des del 1629. Com a duc de Cardona era el cap natural de la noblesa catalana, i com a president del braç militar tingué un paper cabdal durant les Corts del 1626 enfrontant-se amb tot el braç reial i alguns dels nobles (com el comte de Santa Coloma Dalmau de Queralt).

## Virrei de Catalunya
El rei Felip IV de Castella i III d'Aragó, davant la greu crisi econòmica i l'augment de l'anarquia al camp, va decidir cessar el virrei Duc de Feria i posar-hi un noble català per mirar de calmar la situació. Així, el 7 de novembre de 1630, Enric d'Aragó Folc de Cardona i Gran d'Espanya va jurar el càrrec de virrei de Catalunya.
Va governar durant dos anys fins que va arribar a Barcelona el germà del rei, el Cardenal-Infant Ferran d'Àustria, que venia de fer la guerra contra els suecs durant la Guerra dels Trenta Anys, i amb qui el monarca va decidir confiar-hi plenament. Però el cardenal no va suportar massa bé la pressió del càrrec de virrei i Felip IV de Castella el va cessar poc després a principis de maig de 1633. Aleshores el rei va tornar a confiar altre cop en Enric d'Aragó i aquest va jurar novament el càrrec el 19 de maig.
Una de les seves polèmiques decisions fou exigir el cobrament dels quints i les dècimes, fet que va provocar aldarulls greus al país.
L'inici de la guerra amb França el 1635 fou el motiu per activar l'usatge Princeps namque i posar en marxa diverses lleves de catalans, decisió que generar el rebuig popular arreu. El problema dels allotjaments no només va continuar sense resoldre's sinó que s'agreujà amb duresa. En aquest context Enric d'Aragó va comandar cap a la derrota els exèrcits hispànics a la batalla de Leucata el 28 de setembre de 1637, a les portes de Catalunya.
Aquesta desfeta i l'oposició generalitzada de totes les institucions catalanes que havia generat foren els motius perquè, finalment, el duc de Cardona dimitís com a virrei el gener de 1638, encara en plena guerra entre Espanya i França. El seu successor fou el seu ajudant, el comte de Santa Coloma, qui va esdevenir virrei de Catalunya fins que va ser mort per la turba popular durant la jornada del Corpus de Sang durant la revolta de Barcelona del 1640. En aquella situació d'emergència el comte duc d'Olivares va demanar-li a Enric d'Aragó que es fes càrrec del govern de Catalunya fins al nomenament d'un nou virrei. Ell ho va acceptar, tot i estar malalt, però al cap de poc més d'un mes va morir: el 22 de juliol de 1640.
La seva última decisió com a virrei fou cessar aquell mateix juliol Geri de la Rena i Leonardo de Moles, els responsables del bombardeig de Perpinyà.
La seva dona, Catalina Fernández, es va enfrontar violentament a la Generalitat i aquesta va respondre expulsant-la del país i confiscant tots els seus béns, els quals foren donats a Philippe de La Mothe.